# Dolenja Žetina
Dolenja Žetina – wieś w Słowenii, w gminie Gorenja vas-Poljane. W 2018 roku liczyła 43 mieszkańców.